# Piet van Ogtrop
Pieter Anton Lodewijk (Piet) van Ogtrop (Amsterdam, 12 februari 1904 - Laren, 9 mei 1958) was burgemeester van Eemnes en later van Blaricum. 
Van Ogtrop was de zoon van Henricus Joannes van Ogtrop en Aleida Gijsberta Maria Hanlo. Hij huwde in 1937 met E.A.M.C.(Eugenie) baronesse Van Voorst tot Voorst (1913-2005) in oktober in Den Haag. Zij was lerares aan het Baarnsch Lyceum en aan het Incrementum te Baarn. 
Tot 1936 werkte Van Ogtrop als secretaris van het Nationaal Crisiscomité in Den Haag. Op 12 maart 1936 werd Van Ogtrop aangesteld als eerste eigen burgemeester van Eemnes. Daarvoor had Eemnes een gedeelde burgemeester met Baarn. Hij was daarbij de opvolger van Louis Rutgers van Rozenburg.
In 1938 trok het gezin Van Ogtrop in de nieuw gebouwde burgemeesterwoning De Lindeboom om er tien jaar te blijven wonen.
Piet van Ogtrop was betrokken bij ruilverkavelingen in de gemeente. 
In 1948 volgde zijn benoeming tot burgemeester van Blaricum. Tijdens dat burgemeesterschap stierf hij in 1958 na een kort ziekbed van vier weken. 